# Torskog och Svenseröd
Torskog och Svenseröd – miejscowość (tätort) w Szwecji, w regionie administracyjnym (län) Västra Götaland, w gminie Lilla Edet.
Według danych Szwedzkiego Urzędu Statystycznego liczba ludności wyniosła: 236 (31 grudnia 2018) i 233 (31 grudnia 2019).